# 4530 Smoluchowski
4530 Smoluchowski este un asteroid din centura principală, descoperit pe 1 martie 1984, de Edward Bowell.